# Тина Чарлс
Тина Александриа Чарлс (енгл. Tina Alexandria Charles; Квинс, 5. децембар 1988) је америчка кошаркашица која игра кошарку у оквиру Женске националне кошаркашке асоцијације. Рођена је и живи у Квинсју, а тренутно наступа за клуб Њујорк Либерти. Заједно са колегиницом Мајом Мур водила је своју екипу Конектикат сан до освајања две титуле националног шампиона, 2009. и 2010. године. Са женском кошаркашком репрезентацијом Сједињених Држава освојила је два олимпијска злата 2012. и 2016. године и два злата на Светском првенству у кошарци за жене 2010. и 2014. године.

## Средња школа
Чарлсова је играла кошарку у католичкој средњој школи Christ the King у Квинсу. Након постизања 26,5 поена, 14.8 скокова и 5,2 блокова по утакмици у њеној сениорској каријери, позвана је у Женску националну кошаркашку асоцијацију, где је била играч године, добила Мек Доналд награду и проглашена најбољим женским играчем кошарке Њујорка од стране Дејли њувса и Њујорк поста. Била је кошаркашица са највише постигнутих поена у својој средњој школи, у истоименом тиму Christ the King, који је имао 57. победа. Чарлсова је позвана од стране WBCA и учествовала 2006. године у WBCA такмичењу свеамеричких школа, где је постигла 15 поена и имала 12 скокова. Током средње школе играла је кошарку и у спортској организацији Аматерска атлетска унија за клуб Њујорк Гаезеле.

## Колеџ
Године 2009. Чарлсова је одвела тим UConn Huskies до освајања прве националне титуле у јуниорској конкуренцији. 13. фебруара 2010. године пре утакмице са клубом са Унитерзитета Свети Никола, Чарлсова је постала 12 кошаркашица свог клуба UConn Huskies којој је додељена награда Huskies и друга кошаркашица која је била награђена док је још играла кошарку. 1. марта 2010. године за време утакмице са клубом Нотердам, Чарслова је оборила два рекорда свог тима на истој утакмици. Са 15 постигнутих скокова на утакмици била је кошаркашица са највише постигнутих скокова у мечу, од оснивања клуба UConn Huskies. На крају утакмице имала је више поена од било које кошаркашице у историји клуба.
Дипломирала је психологију на одсеку за малолетну деликвенцију. 2010. године проводила је 6 сати недељено у поправном дому Бергин, помажући деликвентима да се прилагоде животу у друштву.

## WNBA каријера
Чарлсова је 2010. године изабрана за првог пика на WNBA драфту од стране тима Конектикат сан.
Године 2010. проглашена је новајлијом године, а у њеној првој сезони, са 398 скокова, оборила је све рекорде лиге. 2. септембра 2011. године Чарслова је имала 10 поена, 10 асистенција и 16 скокова, постигавши тако први трибл-дабл у историји тима Конектикат сан и пето достигнуће у историји WNBA шампионата.
18. августа 2012. године Чарсова је постигла 9 скокова у утакмици против Либертија, коју је њен тим победио резултатом 85–74, а на тој утакмици забележила је свој 1.000 скок у 89. утакмици, престигавши тако Јоланду Грифит која је 1.000 скок направила у 92. утакмици. 2012. године именована је за МВП WNBA такмичења и освојила 25. од 41. гласа. Такође је поставила рекорд WNBA шампионата као играчица која је најбрже забележила 900, 1000 и 1.100 скокова.
Године 2016. одиграла је најбољу сезону каријере, са 21,5 поена по утакмици, 43,9% шута из игре и 81,2% шута за три поена. Поред тога била је најбоља у лиги са 9,9 скокова по утакмици. 2017. године изабрана је WNBA олстар што је био пети пут да се појавила у олстар такмичењу. 2. јуна 2017. године постигла је нови рекорд каријере са 36. поена против Далас Вингса, који је њен тим победио са 93-89.

## Кошарка ван Сједињених Држава
Током паузе WNBA шампионата, у сезони 2011/2012, Чарлсова је играла у Турској за Галатасарај. Од 2012. до 2014. године играла је две сезоне у Пољској за Вислу Краков, а у сезони 2014/2015. играла је за Фенербахче. У наредној сезони играла је у Кини за Кскијанг Дирс. У новембру 2016. године Чарслова је потписала за клуб Сичујан Вејлс и играла у њему у сезони 2016/2017.

## Кошарка за репрезентацију
Чарслова је била члан Женске кошаркашке репрезентације Сједињених Држава до 18 година, са којом је освојила златну медаљу у ФИБА америчком шампионату у Колорадо Спрингс у јулу 2006. године, када је њен тим победио селекцију Канаде у финалу. Чарлсова је значајан допринос оставила на утакмиции против селекције Парагваја, где је постигла 20 поена и 10 скокова. У финалу такмичења је постигла 13 поена и забележила 13 скокова. Била је најбољи играч свог тима на турниру, са 12 поена и 9,5 скокова по утакмици.
Чарслова је позвана у треннинг камп женске кошаркашке репрезентације Сједињених Држава у јесен 2009. године. Изабрана је да игра на Светском првенству у кошарци за жене 2010. године и на Летњим олимпијским играма 2016. године.

## WNBA статистика каријере

### Статистика током сезоне
| Сезона | Екипа | ОУ | СУ | МПУ | ПШ% | 3П% | СБ% | СПУ | АПУ | УПУ | БПУ | ППУ |
| ------ | ----- | -- | -- | --- | --- | --- | --- | --- | --- | --- | --- | --- |

| 2010     | Конектикат сан   | 34  | 34  | 31.0 | 48.7 | 000  | .763 | 11.7 | 1.5 | 0.7 | 1.7 | 15.5 |
| 2011     | Конектикат сан   | 34  | 34  | 33.4 | 46.8 | 000  | .687 | 11.0 | 1.9 | 0.8 | 1.8 | 17.6 |
| 2012     | Конектикат сан   | 33  | 33  | 33.2 | 49.9 | 20.0 | 80.2 | 10.5 | 1.7 | 0.5 | 1.4 | 18.0 |
| 2013     | Конектикат сан   | 29  | 29  | 32.8 | 40.0 | 000  | 75.2 | 10.1 | 1.4 | 0.9 | 0.9 | 18.0 |
| 2014     | Њујорк Либерти   | 34  | 34  | 32.9 | 46.2 | 000  | 75.2 | 9.4  | 2.2 | 1.2 | 0.8 | 17.4 |
| 2015     | Њујорк Либерти   | 34  | 34  | 31.0 | 45.8 | 20.0 | .715 | 8.5  | 2.4 | 0.7 | 0.6 | 17.4 |
| 2016     | Њујорк Либерти   | 32  | 32  | 33.7 | 43.9 | 34.7 | 81.2 | 9.9  | 3.8 | 0.8 | 0.7 | 21.5 |
| 2017     | Њујорк Либерти   | 34  | 34  | 32.2 | 44.2 | 34.8 | .804 | 9.4  | 2.6 | 0.8 | 0.7 | 19.7 |
| Каријера | 8 година, 2 тима | 264 | 264 | 32.5 | 45.5 | 31.9 | 76.2 | 10.0 | 2.2 | 0.8 | 1.1 | 18.1 |

### Плеј-оф
| Сезона   | Екипа            | ОУ | СУ | МПУ  | ПШ%  | 3П%  | СБ%  | СПУ  | АПУ | УПУ | БПУ | ППУ  |
| -------- | ---------------- | -- | -- | ---- | ---- | ---- | ---- | ---- | --- | --- | --- | ---- |
| 2011     | Конектикат сан   | 2  | 2  | 36.0 | 31.3 | 000  | 62.5 | 12.0 | 2.0 | 1.0 | 2.5 | 12.5 |
| 2012     | Конектикат сан   | 5  | 5  | 36.0 | 46.9 | 50.0 | 696  | 10.0 | 1.0 | 0.8 | 2.6 | 18.6 |
| 2015     | Њујорк Либерти   | 6  | 6  | 38.3 | 43.4 | 50.0 | 78.9 | 8.7  | 4.0 | 0.1 | 0.6 | 20.3 |
| 2016     | Њујорк Либерти   | 1  | 1  | 36.4 | 41.7 | 33.3 | 86.0 | 9.0  | 5.0 | 1.0 | 0.0 | 19.0 |
| 2017     | Њујорк Либерти   | 1  | 1  | 36.2 | 47.1 | 50.0 | 50.0 | 6.0  | 1.0 | 0.0 | 0.0 | 18.0 |
| Каријера | 5 година, 3 тима | 15 | 15 | 37.0 | 43.2 | 44.4 | 75.0 | 9.4  | 2.6 | 0.5 | 1.5 | 18.5 |